# Sigismund Freyer
Pour les articles homonymes, voir Freyer.
Sigismund Freyer (né le 22 janvier 1881 à Nysa et mort le 14 février 1944 à Wiesbaden) est un cavalier allemand de saut d'obstacles.
Aux Jeux olympiques d'été de 1912 à Stockholm, il remporte la médaille de bronze par équipe.